# Sabu
Sabu, vlastním jménem Terrance Michael Brunk, (12. prosince 1964, Staten Island, New York, New York, USA – 11. května 2025) byl americký profesionální wrestler. Proslavil se svým charakteristickým stylem hardcore wrestlingu, jehož byl průkopníkem v letech 1993 až 2000 v organizaci Extreme Championship Wrestling (ECW).

## Kariéra
Pod vedením svého strýce Eda „The Sheik“ Farhata začal v roce 1985 zápasit na severoamerické nezávislé scéně pod jménem Sabu. Jméno si vybral podle stejnojmenného indického herce. Poté odcestoval do Japonska, kde byl součástí společností Frontier Martial-Arts Wrestling (FMW) a New Japan Pro-Wrestling (NJPW). Získal několik titulů, včetně IWGP Junior Heavyweight Championship. 
V roce 1995 se vrátil do Spojených států, kde krátce působil v organizaci World Championship Wrestling (WCW) a poté začal své nejznámější působení v ECW. Během svého působení se stal dvojnásobným světovým šampionem společnosti v těžké váze a jednou světovým televizním šampionem.
Několik let tvořil tým s Tazmaniakem a později s Robem Van Damem.
Po odchodu z ECW zápasil v několika wrestlingových společnostech. V roce 2000 získal titul NWA World Heavyweight Championship. V roce 2006 byl najat společností World Wrestling Entertainment (WWE) jako součást její nové třetí značky, obnovené verze ECW. Propuštěn byl v roce 2007.
Od roku 2002 byl také pravidelným zápasníkem ve společnosti Total Nonstop Action Wrestling. Přesto, že v listopadu 2021 ukončil profesionální kariéru, se v květnu 2023 krátce objevil v All Elite Wrestling.

## Osobní život
Měl irské, německé a libanonské předky. V červnu 1997 se v Michiganu oženil s Japonkou jménem Hitomi. Jejich manželství bylo později rozvedeno. 
V červenci 2016 byl součástí hromadné žaloby podané proti WWE, která tvrdila, že zápasníci utrpěli dlouhodobá neurologická zranění a že se o ně společnost o ně špatně starala. V září 2018 byla žaloba soudem zamítnuta.
Kolem roku 2010 navázal vztah s modelkou a wrestlerkou Melissou Coates.

## Smrt
Terrance Michael Brunk zemřel 11. května 2025 ve věku 60 let.